# 杜罗省
杜罗省 （葡萄牙語：Douro，葡萄牙語發音：[ˈdo(w)ɾu]）是葡萄牙歷史上的一个省份，成立于1832年。涵盖了原贝拉省与杜罗与米尼奥河间省的一部分。1835年，该省撤销。